# Alive in Seattle
 (février 2017).
Si vous disposez d'ouvrages ou d'articles de référence ou si vous connaissez des sites web de qualité traitant du thème abordé ici, merci de compléter l'article en donnant les références utiles à sa vérifiabilité et en les liant à la section « Notes et références ».
Albums de Heart
The Road Home
(1995) Dreamboat Annie Live
(2007)
Albums de Heart
The Essential Heart
(2002) Jupiter's Darling
(2004)
Alive in Seattle est le quatrième album live du groupe de rock américain Heart, sorti en 2003.
Il est issu de leur concert "Summer of Love Tour" produit à l'été 2002 et enregistré lors de la dernière session, le 8 août 2002 au Paramount Theatre (Seattle).
Le spectacle, qui présente beaucoup de leurs plus grands succès ainsi que des titres inédits, est édité en DVD et, la bande-son, en double SA-CD

## Liste des titres
| 1.  | Crazy on You                                      | Ann Wilson, Nancy Wilson                  | 5:03 |
| 2.  | Sister Wild Rose (titre inédit)                   | A. Wilson, N. Wilson, Sue Ennis           | 3:28 |
| 3.  | The Witch (reprise de The Sonics)                 | Gerry Roslie                              | 2:59 |
| 4.  | Straight On                                       | A. Wilson, N. Wilson, Ennis               | 5:21 |
| 5.  | These Dreams                                      | Martin Page, Bernie Taupin                | 5:38 |
| 6.  | Mistral Wind                                      | A. Wilson, N. Wilson, Ennis, Roger Fisher | 7:39 |
| 7.  | Alone                                             | Tom Kelly, Billy Steinberg                | 4:58 |
| 8.  | Dog & Butterfly                                   | A. Wilson, N. Wilson, Ennis               | 6:15 |
| 9.  | Mona Lisas and Mad Hatters (reprise d'Elton John) | Elton John, Taupin                        | 5:50 |
| 10. | The Battle of Evermore (reprise de Led Zeppelin)  | Jimmy Page, Robert Plant                  | 5:49 |

| 1. | Heaven (titre inédit)               | A. Wilson, N. Wilson, Ennis                          | 5:51 |
| 2. | Magic Man                           | A. Wilson, N. Wilson                                 | 6:00 |
| 3. | Two Faces of Eve (titre inédit)     | A. Wilson, N. Wilson, Ennis                          | 4:16 |
| 4. | Love Alive                          | A. Wilson, N. Wilson, Fisher                         | 5:52 |
| 5. | Break the Rock (titre inédit)       | A. Wilson, N. Wilson, Ennis                          | 3:54 |
| 6. | Barracuda                           | A. Wilson, N. Wilson, Fisher, Michael DeRosier       | 6:10 |
| 7. | Wild Child                          | Robert John Mutt Lange, Craig Joiner, Anthony Mitman | 4:37 |
| 8. | Black Dog (reprise de Led Zeppelin) | Page, Plant, John Paul Jones                         | 6:12 |
| 9. | Dreamboat Annie (Reprise)           | A. Wilson, N. Wilson                                 | 3:27 |

## Membres du groupe
- Ann Wilson : chant lead et chœurs, guitare acoustique, autoharpe, flûte, ukulélé
- Nancy Wilson : chant lead et chœurs, guitare solo et guitare rythmique, guitare acoustique, mandoline, ukulélé
- Scott Olson (en) : guitare solo et guitare rythmique, guitare acoustique, lap steel guitar, chœurs
- Tom Kellock : claviers
- Mike Inez : basse
- Ben Smith : batterie, percussions